# Woldemar Aussem
Woldemar (Władimir) Christianowicz Aussem (ros. Вольдемар (Владимир) Христианович Ауссем, ur. 2 lipca?/14 lipca 1879 w Orle, zm. 1936) – radziecki urzędnik, wojskowy i dyplomata narodowości niemieckiej. W 1920 szef Zarządu Rejestracyjnego (Registrupru) – wywiadu Armii Czerwonej.

## Życiorys
Urodzony w niemieckiej rodzinie szlacheckiej, ukończył Orłowski Korpus Kadetów, w latach 1899–1901 studiował w Charkowskim Instytucie Technologicznym, w 1901 wstąpił do SDPRR. W marcu 1901 aresztowany, skazany na zesłanie do Orła, w latach 1901–1904 przebywał na emigracji, 1914–1917 służył w rosyjskiej armii, 1917 wstąpił do SDPRR(b).
Po rewolucji lutowej i obaleniu caratu w marcu 1917 był członkiem Kijowskiej Rady Deputatów Żołnierskich, od lipca do grudnia 1917 był zastępcą przewodniczącego Połtawskiego Wojskowego Komitetu Rewolucyjnego. Od grudnia 1917 szef Sekretariatu Rady Pełnomocników Ludowych Ukraińskiej Ludowej Republiki Rad, od grudnia 1917 do lutego 1918 ludowy sekretarz finansów Ukraińskiej LRR. Od 22 września do 1 grudnia 1918 dowódca 2 Ukraińskiej Dywizji Powstańczej, od 30 listopada 1918 szef sztabu 2 Armii Ukraińskiej, od grudnia 1918 p.o. szefa sztabu Wojskowej Rady Rewolucyjnej Armii Ukraińskiej, dowódca Grupy Wojsk Charkowskiego Kierunku 2 Armii Ukraińskiej. Do czerwca 1919 członek Wojskowej Rady Rewolucyjnej 2 Armii Ukraińskiej, od 15 czerwca do 3 sierpnia 1919 członek Wojskowej Rady Rewolucyjnej 8 Armii Frontu Południowego,
Od grudnia 1919 zastępca szefa Zarządu Rejestracyjnego (Registrupru) (wywiadu Armii Czerwonej), od lutego do sierpnia 1920 szef tego zarządu.
W latach 1920–1921 pracował w Najwyższej Radzie Gospodarki Narodowej RFSRR. Od 1921 do 16 lipca 1923 poseł Ukraińskiej SRR w Niemczech, po likwidacji odrębnej służby dyplomatycznej Ukraińskiej SRR – od 16 lipca 1923 do 1924 radca Ambasady ZSRR w Niemczech. Od 21 maja do 10 grudnia 1924 ambasador ZSRR w Austrii. W latach 1925–1926 przewodniczący Najwyższej Rady Gospodarki Narodowej Ukraińskiej SRR i członek prezydium Derżplanu (Komisji Planowania) Ukraińskiej SRR. W 1927 przedstawiciel handlowy ZSRR w Turcji, w grudniu 1927 jako czynny działacz Lewicowej Opozycji wykluczony z WKP(b). W latach 1928–1929 był sekretarzem naukowym Krasnodarskiej Okręgowej Komisji Planowania.
16 maja 1929 aresztowany przez OGPU, skazany na 3 lata zesłania do Kazachskiej ASRR, 1932 zwolniony. Kierował wydziałem chemicznym Instytutu Sanitarno-Biologicznego w Orle. 15 stycznia 1933 ponownie aresztowany, 4 lutego 1933 skazany na 3 lata zesłania do Astrachania, 1936 zwolniony. Wkrótce zmarł, według świadectwa syna popełnił samobójstwo.